# Bleiglasur
Bleiglasur ist eine durchscheinende, bleihaltige Glasur auf Keramik, bei der die Grundbemalung hindurchscheint. Blei wirkt als Flussmittel, das den Schmelzpunkt einer Glasur stark herabsetzt. Der Scherben brauchen dann nicht mehr so hoch erhitzt werden, um eine Dichtigkeit zu erreichen. Das Blei geht aber gerade bei Speisen mit hohem Säureanteil in diese über und schädigt der Organismus. Glasuren mit Bleizusatz wurden schon lange verwendet. Es gibt noch Erzeugnisse aus dem Mittelalter, auch aus Kleinasien, selbst die Römer und andere der Antike kannten diese Glasuren. Bleihaltige Glasuren schmelzen schon bei um die 700° Celsius, vereinfachen so das Herstellen von dichter Keramik. Bleiglasierte Keramik gibt es in vielen Ländern außerhalb der EU noch bis heute. Bis Ende der achtziger Jahre des 20. Jahrhunderts wurden noch Gefäße, die so glasiert sind, in Spanien verkauft oder kamen aus Marokko. Sie wurden häufig von Touristen mitgebracht, erkenntlich am braunen, hochglänzenden Scherben.
Durch die Verwendung von Blei(II)-oxid (historisch: Bleiglätte oder Bleigelb) als Netzwerkwandler wird die Lichtbrechung an der Oberfläche gegenüber anderen Glasuren erhöht, so dass die Farben besonders brillant erscheinen. Bei der Verwendung von Bleiglasuren an Gegenständen, die mit Lebensmitteln in Berührung kommen, werden erhöhte Anforderungen an die Qualität gestellt, um zu verhindern, dass das giftige Bleioxid ausgewaschen werden kann.

## Gesetzliche Regelung
In der EU ist die Verwendung von Bleiglasuren bei Keramik, die mit Lebensmitteln in Kontakt kommt, seit 1984 reglementiert. Seit 2006 (Richtlinie 2005/32/EG) gelten folgende Grenzwerte für Blei:
- 0,2 mg/dm (flache Gefäße)
- 1,0 mg/dm (tiefe Gefäße)
- 0,1 mg/dm für kleine Gefäße (< 0,5 l) und für Innenglasuren bei Trinkgefäßen.

Auch für Importwaren gelten diese Werte.
Das bedeutet zwar, dass Blei in Lebensmittelkeramik nicht ganz verboten ist, die Werte sind aber kaum einzuhalten. Diese Glasur wird weiterhin in der Dekokeramik verwendet.
Einige EU-Länder wie zum Beispiel die Niederlande haben noch strengere Beschränkungen.

## Historisches zur Töpferkrankheit
Ein Wanderführer von 1970 berichtet zur Geschichte der Bürgel'er Töpfer folgendes: „Die Arbeit der Töpfer war sehr hart und noch dazu auch gesundheitsschädlich. Machte sich doch in der ganzen Werkstatt, die zugleich Kinderstube und Küche war, der giftige Staub der Bleiglätte, die für die Glasuren benötigt wurde, breit, wurde eingeatmet und mit gegessen. Beim Brennen des Steinzeugs musste der Meister über 24 Stunden laufend Holzscheite auflegen, und dann, wenn im Ofen die erforderliche Temperatur von nahezu 1300 °C erreicht war, Farbe werfen, indem er ein Gemisch von Viehsalz, Bleiglätte und ‚Smalte‘ (ein pulverisiertes Kobaltglas, das von den Buntmetallhütten des Erzgebirges bezogen wurde) mit der Hand an die im Ofen befindlichen Gefäße warf. Die dabei entstehenden giftigen Dämpfe wie Salzsäure durch das verwendete Salz plus Blei, verbreiteten im ganzen Ort einen süßlichen Geruch. Es wundert uns nicht, daß viele Töpfer an der Töpferkrankheit, einer schleichenden Bleivergiftung, frühzeitig starben.“ Die Glasur, die hier beschrieben wird, ist eine kombinierte Salzglasur (Viehsalz, NaCl) mit Bleizusatz, wofür die hohe Temperatur benötigt wird.